# 国民統合21
国民統合21（こくみんとうごう21）は、ヒュンダイ（現代）グループ創業者である鄭周永の六男で、現代重工業顧問を務めていた鄭夢準が2002年11月に結成した政党である。略称は「統合21」。

## 概要
2002年サッカーワールドカップ日韓共催を成功させた立役者として国民的人気が上昇していた鄭夢準が、9月17日の立候補表明後に結成したものである。11月5日に大田市で結成大会を開き、鄭夢準を12月に行われる大統領選挙の公薦候補と党代表に選出した。大統領選挙に向けた選挙態勢を整える一方で、當時の与党である新千年民主党（以下、民主党）との候補者一本化の作業にも着手した。
當時、民主党の盧武鉉候補と統合21の鄭夢準に大きくリードしていた野党ハンナラ党の李会昌候補に勝利するため、両者は候補者の一本化交渉に踏みだした。一本化交渉は難航したが、最終的に世論調査で上位に立った盧武鉉候補が勝利して統一候補となり、敗れた鄭夢準候補は選挙対策委員長に就任した。しかし、投票日直前の12月18日に突如、盧武鉉候補の支持を撤回すると宣言した。そのことで鄭夢準は強い批判を浴び、党幹部が大挙離党する事態となった。
2004年4月に行われた総選挙では鄭夢準1名の当選に留まった。同年5月に党解散を決議し、9月15日に政党登録が取り消された。